# Thomas Boudat
Thomas Boudat, né le 24 février 1994 à Langon (Gironde), est un coureur cycliste français. Spécialiste de la route et de la piste, il est notamment champion du monde de l'omnium en 2014.

## Biographie

### Débuts cyclistes et carrière chez les amateurs

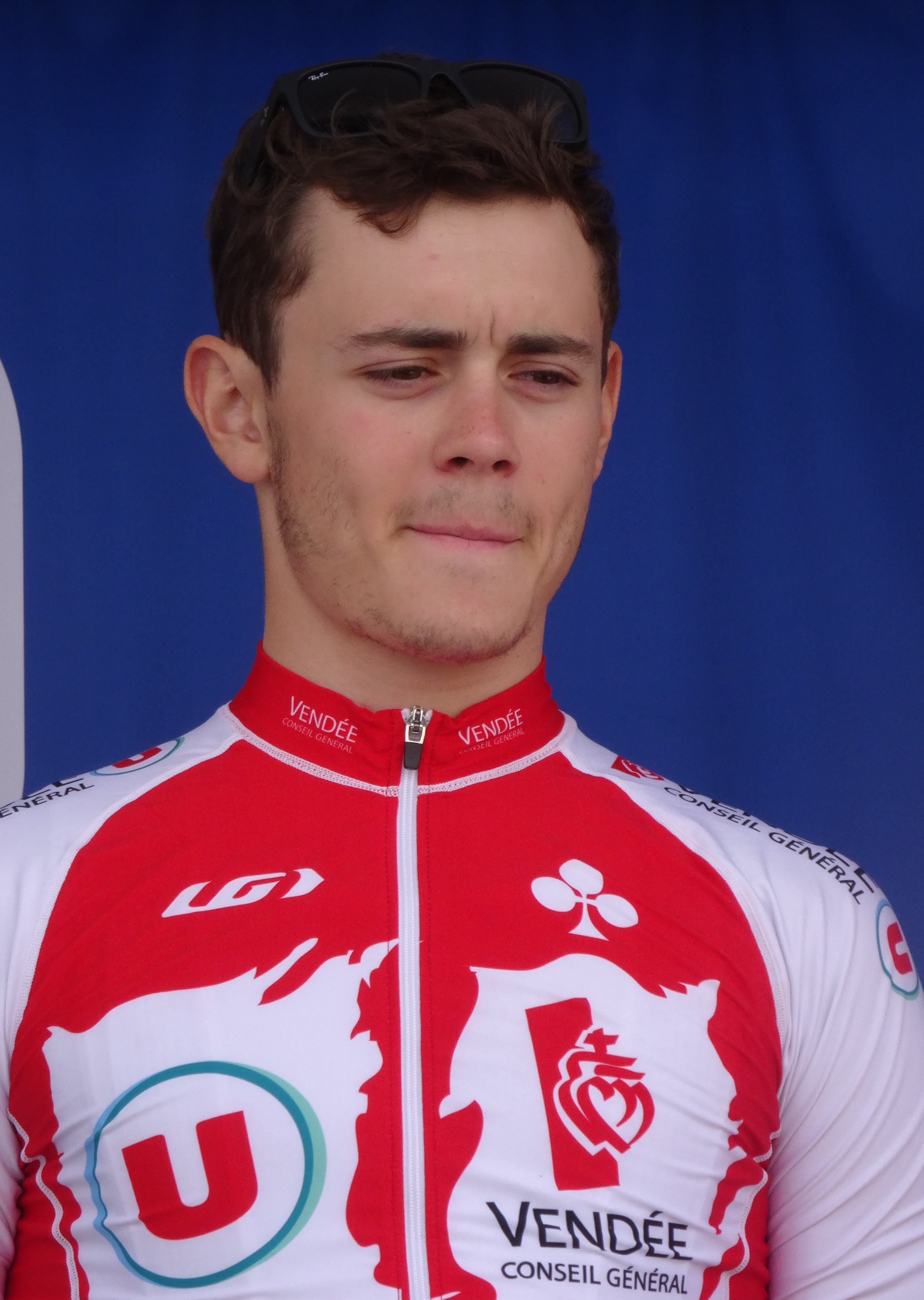
Thomas Boudat lors de la 3e étape du Paris-Arras Tour 2014.

Baigné dans le cyclisme depuis tout jeune, petit-fils de Joseph Cigano ancien coureur qui a disputé le Tour de France 1954 avant de devenir négociant viticole, neveu d'Alain Cigana qui a disputé trois Tours de France et neveu éloigné de Massimo Cigana (de) coureur chez Mercatone Uno durant trois saisons, Thomas Boudat marche sur les traces familiales dès les plus jeunes catégories aussi bien sur piste que sur route si bien qu'en 2010, il remporte le Vélo d'or cadet. Sur piste en 2012, il gagne le championnat d'Europe de la course aux points après avoir fini 3e de la poursuite par équipes en 2011.
Il signe plusieurs performances notables sur route dont une 7e place aux mondiaux de Valkenbourg et sa saison 2012 conclue par un second vélo d'or lui vaut d'intégrer l’équipe Vendée U en 2013.
Il participe au début de l'année 2013 aux championnats de France de cyclisme sur piste organisés dans l'enceinte du vélodrome couvert régional Jean Stablinski de Roubaix et décroche le titre de champion de France de l'omnium, il termine également second du scratch. Sur la route il connaît le succès sur le Circuit des Vins du Blayais, finit second du championnat de France universitaire contre-la-montre et premier de l'épreuve en ligne au mois d'avril. En mai, il s'impose sur la dernière étape du Tour des Mauges. Au cours de l'été, il est membre de la délégation française présente aux Championnats d'Europe espoirs à Anadia et s'adjuge les titres de Champion d'Europe de l'américaine (avec Bryan Coquard) et Champion d'Europe de course aux points. Il obtient par ailleurs la médaille de bronze de l'omnium. De retour en France, il retrouve la piste du vélodrome de Hyères où il termine sur la plus haute marche du podium lors des championnats de France de poursuite par équipes. Il remporte aussi la victoire lors de la course aux points devant Benoît Daeninck et le professionnel Pierre-Luc Périchon.
En 2014, il s'adjuge le titre de Champion du monde de cyclisme sur piste en s'imposant lors de l'omnium disputé à Cali en Colombie. La suite de sa saison lui permet de confirmer ses bonnes dispositions sur la piste puisqu'il glane trois nouveaux titres de champion de France de cyclisme sur piste sur le nouveau vélodrome de Saint-Quentin-en-Yvelines. Au mois d'octobre, il remporte le Grand Prix cycliste de l'Humanité et les Trois jours de Grenoble (avec Vivien Brisse). Sur route, il est également sélectionné à plusieurs reprises en équipe de France espoirs. Avec celle-ci, il confirme son talent en remportant le ZLM Tour, manche de la Coupe des Nations, après avoir échoué peu de temps auparavant à la deuxième place sur la Côte picarde. Cinquième du Paris-Arras Tour, il s'impose ensuite en solitaire sur les Boucles talmondaises, une épreuve empruntant plusieurs chemins de terre. Au mois de juillet, il s'adjuge le classement final du Challenge national espoirs, après en avoir remporté l'ultime manche : le Tour de Mareuil-Verteillac-Ribérac. Une semaine plus tard, il prend la quatrième place du championnat d'Europe espoirs à Nyon, juste derrière son compatriote Anthony Turgis, médaillé de bronze et meilleur représentant tricolore à l'arrivée. Toujours durant l'été, il obtient un nouveau succès en Espagne sur la Klasika Lemoiz, épreuve du calendrier amateur basque réservée aux coureurs de moins de 23 ans.

### Carrière professionnelle

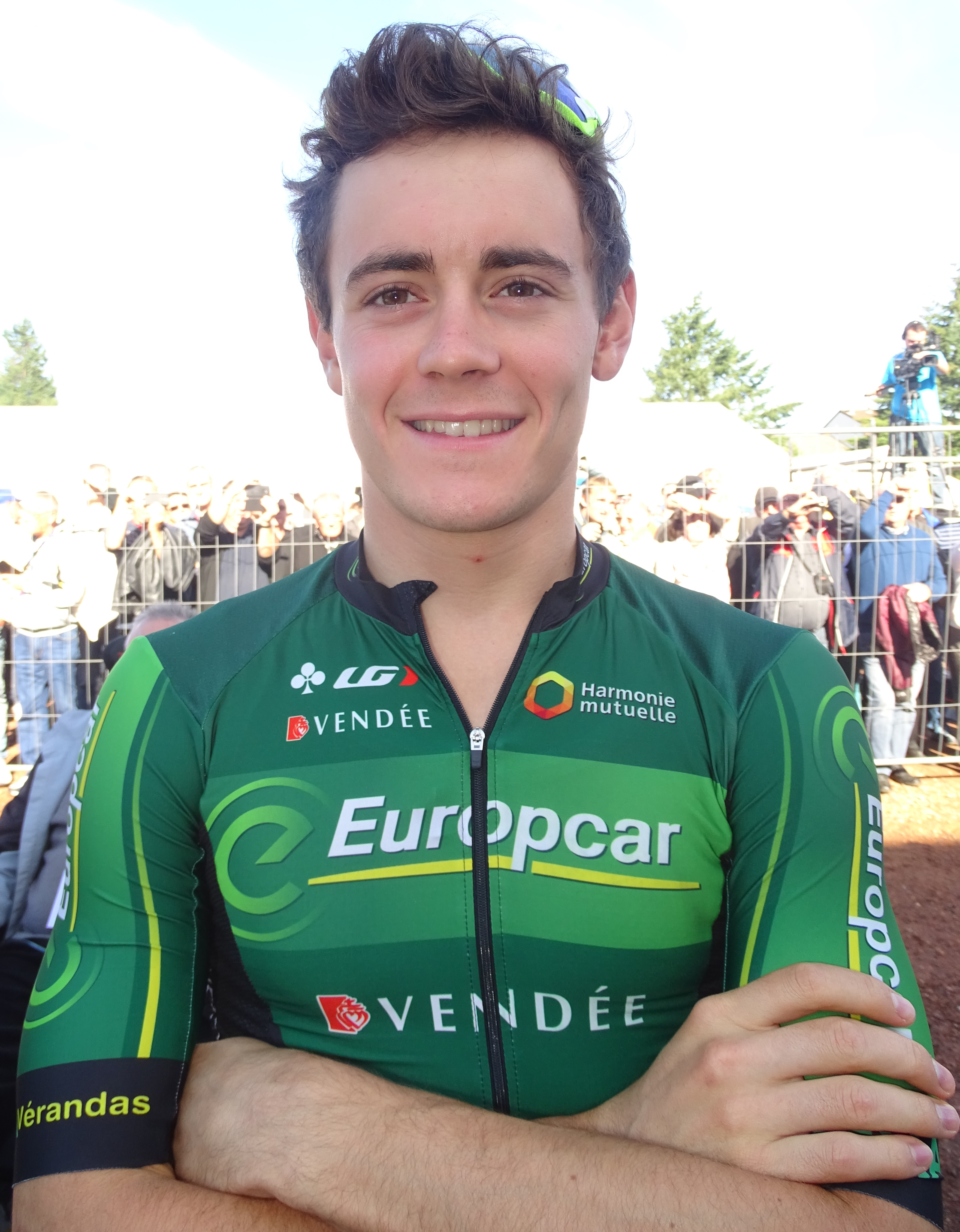
Thomas Boudat lors du Grand Prix d'Isbergues 2015.

#### 2014-2019: Europcar et Total Direct Énergie
Membre de l'équipe Vendée U, c'est assez logiquement que Thomas Boudat rejoint la formation Europcar dirigée par Jean-René Bernaudeau le 1er novembre 2014. Pour sa première victoire sur route en tant que professionnel, il remporte la première édition de la Classica Corsica au printemps 2015. Durant l'été, il glane deux médailles de bronze aux championnats d'Europe de cyclisme sur piste espoirs d'Athènes. En fin de saison il participe aux championnats de France de cyclisme sur piste du 1er au 4 octobre au Vélodrome de Bordeaux. Il gagne deux titres dès le premier soir. Il remporte d'abord l'épreuve de poursuite par équipes associé à Bryan Coquard, Julien Morice et Bryan Nauleau puis celle de course aux points quelques heures plus tard. Le lendemain, il s'adjuge, avec son coéquipier Bryan Coquard, son premier titre de champion de France de l'américaine. Durant l'intersaison, il gagne l'épreuve du scratch et la course à l'américaine (associé à Morgan Kneisky) de l'International Belgium Open à Gand.
Il commence l'année 2016 par une victoire sur l'omnium lors de la troisième manche de la coupe du monde de cyclisme sur piste (il remporte aussi le classement général de la coupe du monde de cette discipline) disputée à Hong-Kong. Engagé aux championnats du monde de cyclisme sur piste de Londres, il ne prend qu'une décevante neuvième place lors de l'omnium. Sur la route, il est second du Grand Prix de Denain au printemps. Il est aussi troisième des Boucles de la Mayenne après avoir porté le maillot vert du classement par points et le maillot blanc du meilleur jeune de cette épreuve. Durant l'été il représente la France aux championnats d'Europe de cyclisme juniors et espoirs à Montichiari en Italie. Il glane à cette occasion le titre de champion d'Europe de l'omnium dans la catégorie des moins de 23 ans. Au mois d'août il termine cinquième de l'omnium masculin aux Jeux olympiques d'été. En fin de saison il participe aux championnats de France de cyclisme sur piste du 29 septembre au 4 octobre au Vélodrome de Bordeaux. Il y gagne les titres de champion de France de la course aux points et du scratch. Il est également troisième de l'américaine avec son frère Nicolas.
Au premier semestre 2017 il s'adjuge le Grand Prix de Lillers-Souvenir Bruno Comini le 5 mars. Le même mois, il termine second de Paris-Troyes et de la Classic Loire-Atlantique avant de remporter la troisième étape de la Semaine internationale Coppi et Bartali. En juillet il participe pour la première fois au Tour de France et termine l'épreuve en cent-quarantième position. De retour à la compétition un mois plus tard il décroche les titres de champion de France de l'américaine (avec Sylvain Chavanel) et du scratch lors des championnats de France de cyclisme sur piste.

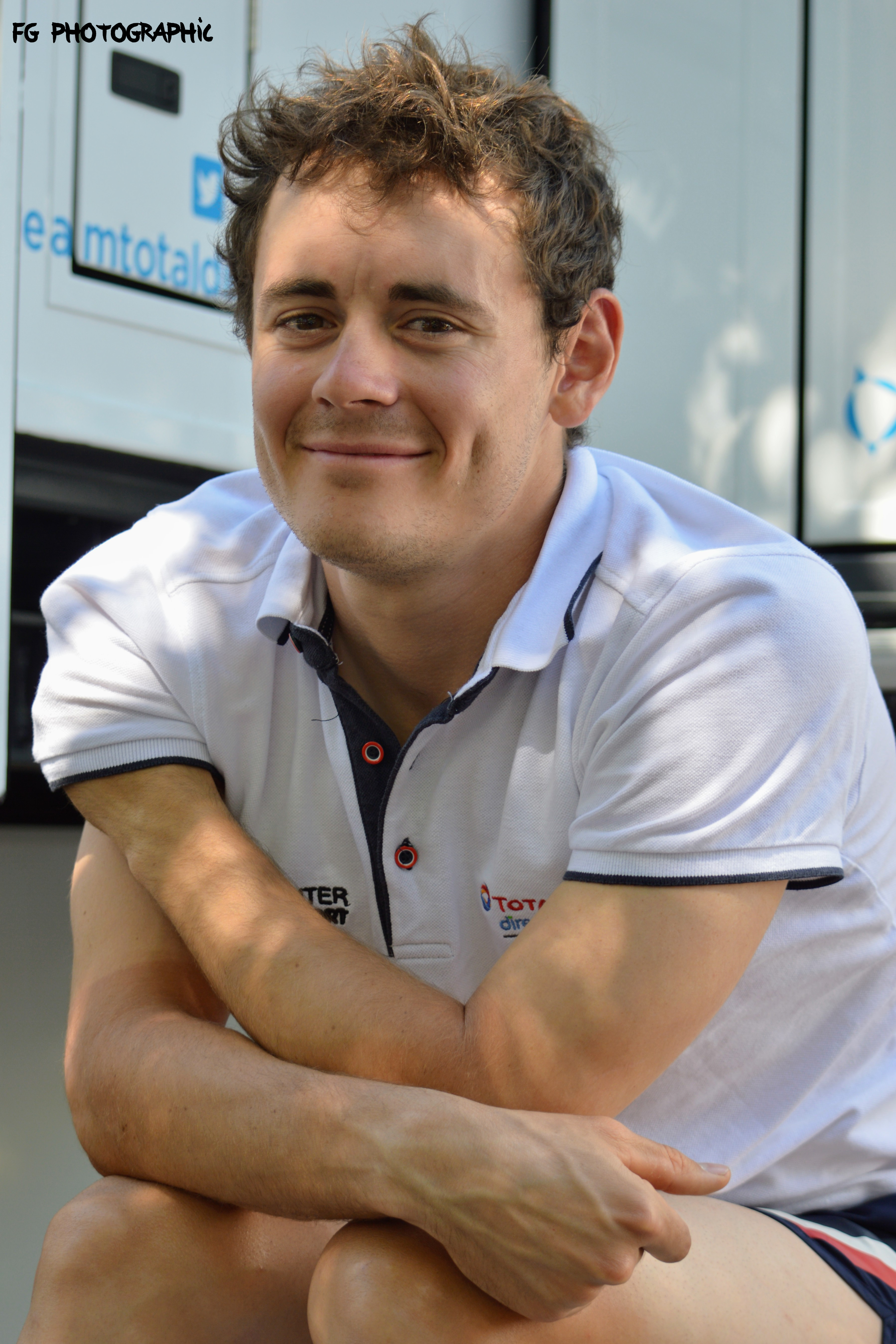
Thomas Boudat - Août 2019

Pour la saison 2018, avec le départ de Bryan Coquard, il est promu sprinteur principal de l'équipe. Il s'impose dès le début de saison lors de la 1re étape du Tour d'Andalousie et de Cholet-Pays de la Loire. Durant l'été, il prend part pour la deuxième fois au Tour de France où il se classe 89e. Il participe également aux championnats de France de cyclisme sur piste où il glane deux nouveaux titres de champion de France grâce à la course scratch et l'omnium. Il se classe aussi deuxième de la course à l'américaine et troisième de la poursuite par équipes en compagnie de Sylvain Chavanel, Vincent crabos et Aurélien Moulin.
En janvier 2019, il remporte sur piste les Six Jours de Rotterdam avec son nouveau coéquipier Niki Terpstra. Il s'agit de sa première victoire sur une course de six jours. Engagé sur plusieurs épreuves espagnoles en début de saison, il obtient son meilleur résultat lors de la Clásica de Almería qu'il termine en sixième position. Il glane ensuite plusieurs places d'honneur et se classe notamment troisième de Cholet-Pays de la Loire, quatrième de la Roue tourangelle ou encore huitième de la Route Adélie de Vitré mais ne parvient pas à décrocher la moindre victoire au premier trimestre contrairement à l’année précédente. Il doit attendre la fin du mois de mai pour s'imposer au sprint lors du Circuit de Wallonie devant le Belge Baptiste Planckaert et son coéquipier Niki Terpstra. Il devient à cette occasion le second coureur français (après Kévin Lalouette vainqueur en 2016) à inscrire son nom au palmarès de cette course. En juillet, il n'est pas retenu parmi les huit coureurs sélectionnés par l'équipe Total Direct Énergie pour le Tour de France et en conçoit une certaine tristesse. Le même mois, il termine cinquième du Grand Prix Pino Cerami remporté par Bryan Coquard sous une chaleur caniculaire. En août, pour la première fois de sa carrière, il fait l'impasse sur les championnats de France sur piste. Au début du mois d'octobre, il fait le choix de quitter l'équipe Total Direct Énergie et signe un contrat avec la formation Arkéa-Samsic dirigée par Emmanuel Hubert.

#### 2020-2021: Arkéa-Samsic
Son arrivée dans l'équipe bretonne a pour but d'obtenir le maximum de points UCI sur les manches de la Coupe de France et les épreuves des ProSeries afin d'être la première des ProTeams, synonyme d'invitations assurées sur les courses World Tour. Avant que la saison ne soit suspendue en mars à cause de la pandémie de Covid-19, il se classe dixième de la Clásica de Almería et cinquième du Grand Prix Jean-Pierre Monseré. À la reprise des compétitions en août, il découvre Milan-San Remo où il accompagne Nacer Bouhanni. Il est sélectionné avec l'équipe de France pour le championnat d'Europe disputé à Plouay où le chef de file de la sélection est Arnaud Démare. La semaine suivante, il termine septième d'une étape du Tour Poitou-Charentes en Nouvelle-Aquitaine.
En janvier 2021, et pour sa première course de l'année, il monte sur la deuxième marche du podium au Grand Prix La Marseillaise, devancé par Aurélien Paret-Peintre dans une arrivée exposée au mistral. il s'adjuge la sixième place du Grand Prix Jean-Pierre Monseré et la huitième de Cholet-Pays de la Loire au mois de mars. La suite de sa saison est moins brillante, il se blesse au Tour de l'Algarve et n'obtient pas d'autres résultats notables au premier semestre. En manque de réussite, il n'est pas retenu par la formation Arkéa-Samsic pour le Tour de France alors qu'il avait fait de cette course un objectif majeur. Au deuxième semestre, il fait son retour sur les vélodromes et participe aux championnats d'Europe à Granges et du monde à Roubaix. Il est notamment médaillé de bronze de l'élimination et sixième de la course à l'américaine (avec Morgan Kneisky) au championnat d'Europe. Aux mondiaux sur piste de Roubaix, il décroche la médaille d'argent de la poursuite par équipes et bat le record de France de la spécialité avec Benjamin Thomas, Thomas Denis et Valentin Tabellion. Son contrat avec la formation Arkéa-Samsic n'est pas reconduit en fin de saison.

#### 2022-2024: Van Rysel-Roubaix Lille Métropole

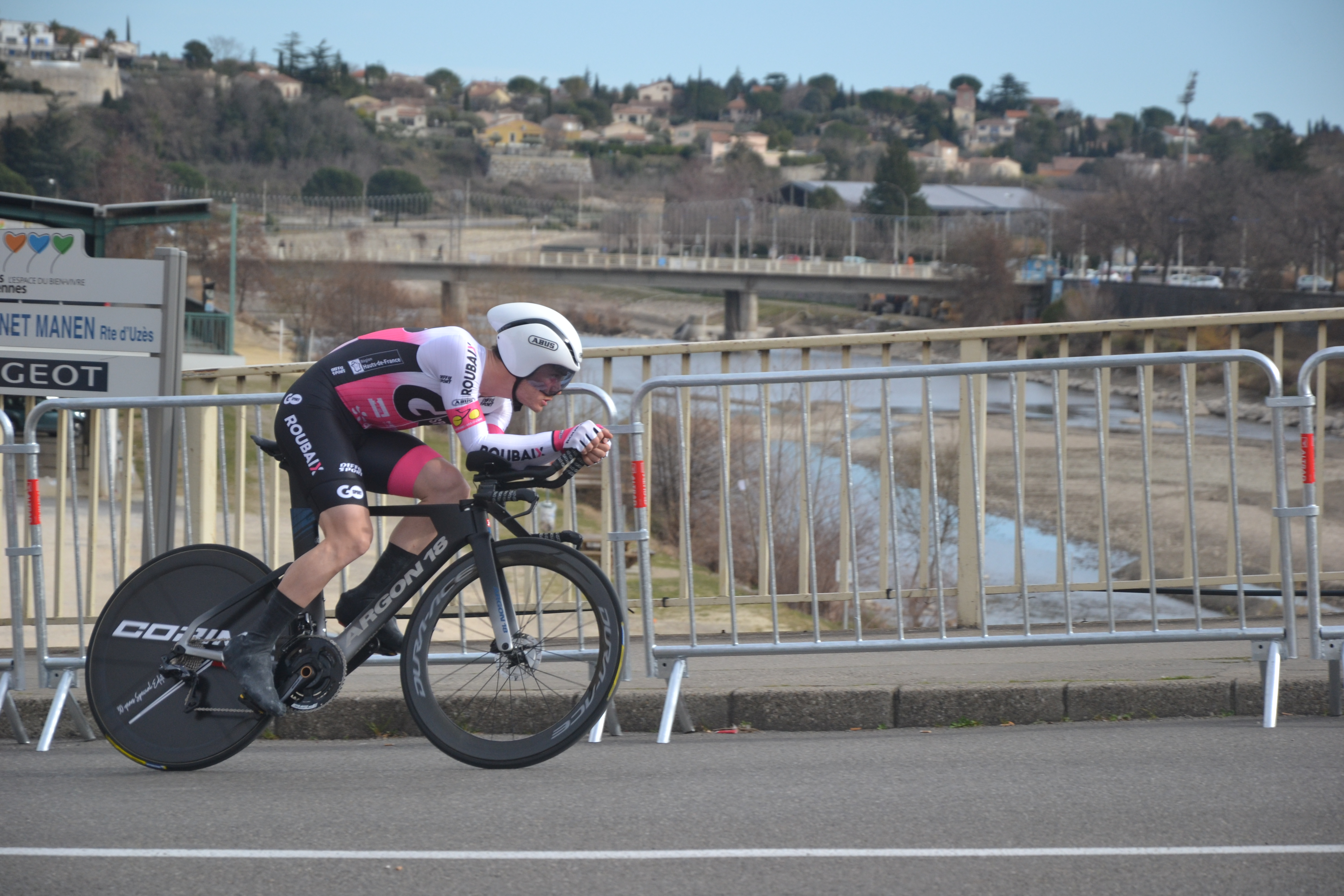
Thomas Boudat lors de l'Étoile de Bessèges 2022

Il rejoint l'équipe continentale Go Sport-Roubaix Lille Métropole pour la saison 2022 et obtient quelques places d'honneur au printemps pour ses débuts sous ses nouvelles couleurs. Il se classe ainsi quatrième de la Roue Tourangelle puis sixième de Cholet-Pays de la Loire au mois de mars, il termine également troisième sur des étapes des Boucles de la Mayenne et des Quatre Jours de Dunkerque en mai. Associé à Benjamin Thomas, il s’adjuge la course à l'américaine de la première manche de la Coupe des nations organisée à Glasgow. En août, il est sélectionné pour la course en ligne des championnats d'Europe de cyclisme sur route et les championnats d'Europe de cyclisme sur piste. Il remporte l'or en poursuite par équipes et l'argent sur l'américaine. Quelques jours plus tard, une chute durant la deuxième étape du Tour Poitou-Charentes en Nouvelle-Aquitaine lui cause une fracture de la clavicule gauche nécessitant une intervention chirurgicale. En fin de saison, il participe aux championnats du monde sur piste organisés à Saint-Quentin-en-Yvelines.
Thomas Boudat commence sa saison 2023 à l’occasion des championnats de France de cyclisme sur piste qui se disputent au Vélodrome Jean-Stablinski de Roubaix au mois de janvier. Il remporte le titre de champion de France de poursuite par équipes puis ceux de la course à l'élimination et de l'américaine (avec Valentin Tabellion). Membre de l'équipe de France de cyclisme sur piste engagée en coupe des nations, il monte à deux reprises sur le podium de la poursuite par équipes et remporte la manche d'omnium disputée au Caire. Il termine par ailleurs deuxième du classement général final de cette spécialité. Il est sélectionné pour participer aux championnats du monde de cyclisme sur piste au cours de l'été où il se classe sixième de l'américaine avec Benjamin Thomas. En fin de saison, il termine treizième du Tour de Vendée et obtient à cette occasion son meilleur résultat sur route de l’année.
Toujours membre de l'équipe Van Rysel-Roubaix Lille Métropole en 2024, il revient à la compétition lors des championnats de France de cyclisme sur piste disputés au début du mois de janvier au vélodrome de Saint-Quentin-en-Yvelines. Il s'adjuge, comme l'année précédente, le titre de champion de France de course à l'américaine avec Valentin Tabellion. Cette bonne entrée en matière lui permet d'être sélectionné pour les championnats d'Europe de cyclisme sur piste où il se classe deuxième de la course à l'américaine en compagnie de Donavan Grondin. En juillet, il fait partie des coureurs retenus par la Fédération française de cyclisme pour prendre part aux épreuves sur piste des Jeux olympiques. Engagé dans l'épreuve de poursuite par équipes, il termine sixième après avoir battu plusieurs fois le record de France de la discipline avec Thomas Denis, Benjamin Thomas et Valentin Tabellion. Quelques jours plus tard, la paire qu’il forme pour l’occasion avec Benjamin Thomas finit douzième de la course à l'américaine ce qui constitue une déception pour le coureur de l’équipe Van Rysel-Roubaix Lille Métropole. Il arrête sa carrière professionnelle à l'issue de cette olympiade et fête son jubilé lors d'une randonnée sportive et festive qui regroupe plus de mille participants.

### Reconversion professionnelle
Il se reconvertit dans le monde du vin et travaille avec ses proches dans le domaine viticole familial.

## Palmarès sur piste

### Jeux olympiques
- Rio 2016
  - 5e de l'omnium
- Paris 2024
  - 6e de la poursuite par équipes

### Championnats du monde
| Édition / Épreuve              | Poursuite individuelle | Poursuite par équipes | Course aux points | Américaine                | Omnium |
| Moscou 2011 (juniors)          |                        | 6e                    |                   |                           | 10e    |
| Minsk 2013                     | 20e                    |                       | 9e                |                           |        |
| Cali 2014                      |                        |                       |                   | 10e (avec Vivien Brisse)  | Or     |
| Saint-Quentin-en-Yvelines 2015 |                        |                       |                   |                           | 8e     |
| Londres 2016                   |                        |                       |                   |                           | 9e     |
| Roubaix 2021                   |                        | Argent                |                   |                           |        |
| Saint-Quentin-en-Yvelines 2022 |                        |                       | 14e               |                           |        |
| Glasgow 2023                   |                        |                       |                   | 6e (avec Benjamin Thomas) |        |

### Coupe du monde
- 2012-2013
  - 1er de l'américaine à Aguascalientes (avec Vivien Brisse)
- 2013-2014
  - 3e de l'omnium à Guadalajara
- 2015-2016
  - Classement général de l'omnium
  - 1er de l'omnium à Hong-Kong

### Coupe des nations
- 2022
  - 1er de l'américaine à Glasgow (avec Benjamin Thomas)
- 2023
  - 1er de l'omnium au Caire
  - 2e de la poursuite par équipes au Caire
  - 3e de la poursuite par équipes à Milton
  - 3e de la course à l'américaine à Milton
- 2024
  - 3e de la poursuite par équipes à Milton

### Championnats d'Europe
| Édition / Épreuve          | Poursuite par équipes                          | Course aux points | Américaine                    | Omnium | Élimination |
| Anadia 2011 (juniors)      | Bronze                                         |                   |                               |        |             |
| Anadia 2012 (juniors)      |                                                | Or                |                               |        |             |
| Panevėžys 2012             |                                                |                   | 8e                            |        |             |
| Anadia 2013 (espoirs)      |                                                | Or                | Or (avec Bryan Coquard)       | Bronze |             |
| Apeldoorn 2013             |                                                | Argent            |                               |        |             |
| Anadia 2014 (espoirs)      |                                                | Argent            | Bronze                        | 5e     |             |
| Athènes 2015 (espoirs)     |                                                | 8e                | Argent                        | Bronze |             |
| Granges 2015               |                                                |                   |                               | 4e     |             |
| Montichiari 2016 (espoirs) |                                                |                   |                               | Or     |             |
| Granges 2021               |                                                |                   | 6e (avec Morgan Kneisky)      | 7e     | Bronze      |
| Munich 2022                | Or (avec Denis, Lafargue, Tabellion et Thomas) |                   | Argent (avec Donavan Grondin) |        |             |
| Apeldoorn 2024             |                                                |                   | Argent (avec Donavan Grondin) |        |             |

### Six Jours
- Six Jours de Rotterdam : 2019 (avec Niki Terpstra)

### Championnats de France
| - 2011 - 2e de l'américaine juniors - 3e de la poursuite par équipes juniors - 2012 - Champion de France de poursuite juniors - Champion de France de poursuite par équipes juniors - Champion de France de l'américaine juniors - 2e de la course aux points juniors - 2013 - Champion de France de poursuite par équipes - Champion de France de la course aux points - Champion de France de l'omnium - 2e du scratch - 3e de la poursuite - 2014 - Champion de France de poursuite par équipes - Champion de France du scratch - Champion de France de l'omnium - 2e de la poursuite - 2e de l'américaine - 2015 - Champion de France de poursuite par équipes - Champion de France de la course aux points - Champion de France de l'américaine (avec Bryan Coquard) | - 2016 - Champion de France de la course aux points - Champion de France du scratch - 3e de l'américaine - 2017 - Champion de France de l'américaine (avec Sylvain Chavanel) - Champion de France du scratch - 3e de la course aux points - 3e de l'omnium - 2018 - Champion de France du scratch - Champion de France de l'omnium - 2e de l'américaine (avec Sylvain Chavanel) - 3e de la poursuite par équipes - 2023 - Champion de France de poursuite par équipes - Champion de France de l'élimination - Champion de France de l'américaine (avec Valentin Tabellion) - 2e de la course aux points - 2e de l'omnium - 2024 - Champion de France de l'américaine (avec Valentin Tabellion) - 2e de la poursuite par équipes |

### Autres courses
- Trois Jours de Grenoble : 2014 (avec Vivien Brisse)

## Palmarès sur route

### Palmarès amateur
| - 2011 - 2e de la Route d'Éole - 2012 - Champion d'Aquitaine sur route juniors - Trophée Louison-Bobet - 3e de la Route d'Éole - 7e du championnat du monde sur route juniors - 2013 - Champion de France universitaire sur route - Circuit des Vins du Blayais - 3e étape du Tour des Mauges - 3e étape du Tour de Seine-Maritime (contre-la-montre par équipes) - 2e du championnat de France universitaire du contre-la-montre - 2e des Boucles talmondaises - 3e du Prix Marcel-Bergereau | - 2014 - Challenge National espoirs - ZLM Tour - 3e étape du Tour d'Eure-et-Loir (contre-la-montre par équipes) - Boucles talmondaises - Classement général du Tour de Mareuil-Verteillac-Ribérac - Klasika Lemoiz - Grand Prix cycliste de Machecoul : - Classement général - 2e (contre-la-montre par équipes) et 3e étapes - 2e du Circuit méditerranéen - 2e de la Côte picarde - 2e du Prix Marcel-Bergereau - 4e du championnat d'Europe sur route espoirs |

### Palmarès professionnel
- 2015
  - Classica Corsica

- 2016
  - 2e du Grand Prix de Denain
  - 3e des Boucles de la Mayenne
- 2017

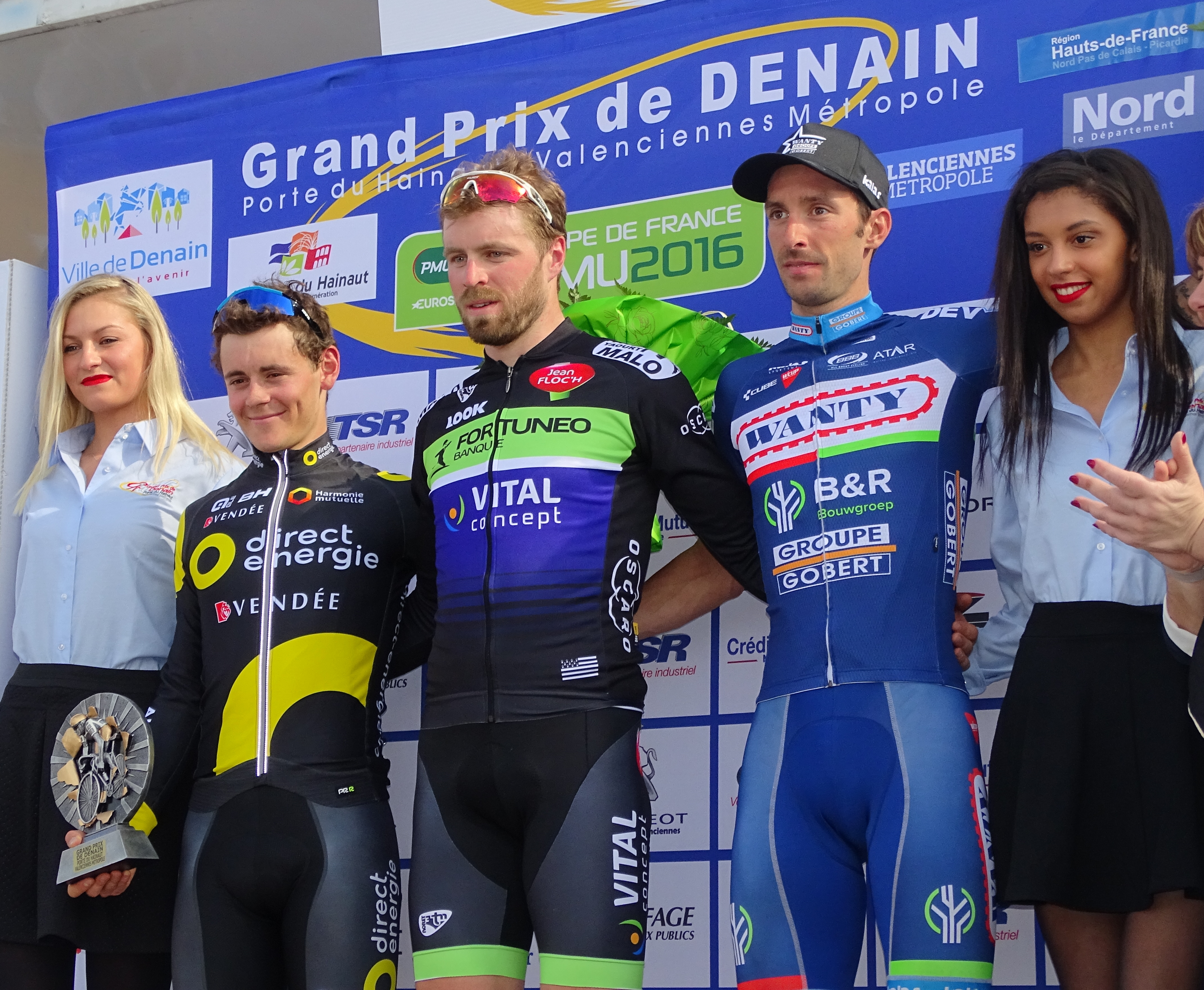
Podium de l'édition 2016 du Grand Prix de Denain : Thomas Boudat (2e), Daniel McLay (1er) et Kenny Dehaes (3e).

  - Grand Prix de Lillers-Souvenir Bruno Comini
  - 3e étape de la Semaine internationale Coppi et Bartali
  - Paris-Chauny
  - 2e de Paris-Troyes
  - 2e de la Classic Loire-Atlantique
- 2018
  - 1re étape du Tour d'Andalousie
  - Cholet-Pays de la Loire
  - 3e de la Brussels Cycling Classic
- 2019
  - Circuit de Wallonie
  - 3e de Cholet-Pays de la Loire
- 2021
  - 2e du Grand Prix La Marseillaise

### Résultats sur les grands tours

#### Tour de France
2 participations
- 2017 : 140e
- 2018 : 89e

### Classements mondiaux
| Année                                 | 2014 | 2015 | 2016 | 2017 | 2018 | 2019 | 2020 | 2021 | 2022 | 2023  |
| ------------------------------------- | ---- | ---- | ---- | ---- | ---- | ---- | ---- | ---- | ---- | ----- |
| Classement mondial                    |      |      | 266e | 209e | 187e | 129e | 446e | 387e | 599e | 2055e |
| UCI Europe Tour                       | 107e | 172e | 115e | 88e  | 66e  | 107e | 365e | 320e | 463e | nc    |
|                                       |      |      |      |      |      |      |      |      |      |       |
| Légende : nc = non classéSource : UCI |      |      |      |      |      |      |      |      |      |       |

## Distinctions
- Vélo d'or Cadets : 2010
- Vélo d'or Juniors : 2012
- Vélo d'or Espoirs : 2014